# Mantispa aphavexelte
Mantispa aphavexelte là một loài côn trùng trong họ Mantispidae thuộc bộ Neuroptera. Loài này được U. Aspöck & H. Aspöck miêu tả năm 1994.